# Bayreuth (district)
Districtul Bayreuth este un district rural (în germană: Landkreis) din regiunea administrativă Franconia Superioară, landul Bavaria, Germania. Își are reședința în orașul Bayreuth (care însă este un district separat, urban, un oraș district (kreisfreie Stadt)).

## Orașe și comune
| orașe 1. Bad Berneck im Fichtelgebirge (4.728) 2. Betzenstein (2.564) 3. Creußen (4.770) 4. Gefrees (4.828) 5. Goldkronach (3.704) 6. Hollfeld (5.238) 7. Pegnitz (14.143) 8. Pottenstein (5.429) 9. Waischenfeld (3.206) comune (târg) 1. Plech (1.317) 2. Schnabelwaid (1.045) 3. Weidenberg (6.582) | comune 1. Ahorntal (2.219) 2. Aufseß, (1.368) 3. Bindlach (7.197) 4. Bischofsgrün (2.037) 5. Eckersdorf (5.082) 6. Emtmannsberg (1.116) 7. Fichtelberg (2.051) 8. Gesees (1.230) 9. Glashütten (1.478) 10. Haag (963) 11. Heinersreuth (3.809) 12. Hummeltal (2.457) 13. Kirchenpingarten (1.408) 14. Mehlmeisel (1.391) 15. Mistelbach (1.654) 16. Mistelgau (3.885) 17. Plankenfels (893) 18. Prebitz (1.142) 19. Seybothenreuth (1.380) 20. Speichersdorf (6.238) 21. Warmensteinach (2.371) |